# Miles (Texas)
Pour les articles homonymes, voir Miles.
La ville de Miles est située dans le comté de Runnels, dans l’État du Texas, aux États-Unis. Sa population s’élevait à 829 habitants lors du recensement de 2010.

## Histoire
La localité a été nommée en hommage à Johnathan Miles, qui a fait don de 5 000 dollars pour financer l’extension d’une ligne de chemin de fer.

## Source
- (en) Cet article est partiellement ou en totalité issu de l’article de Wikipédia en anglais intitulé « Miles, Texas » (voir la liste des auteurs).